# Huuksi
Huuksi is een plaats in de Estlandse gemeente Järva, provincie Järvamaa. De plaats heeft de status van dorp (Estisch: küla).
Huuksi behoorde tot oktober 2017 bij de gemeente Koigi. In die maand ging deze gemeente op in de fusiegemeente Järva.

## Bevolking
Het dorp had 70 inwoners op 31 december 2011 en 61 inwoners op 31 december 2021.